# Catalpa bignonioides
```

```

Јужна каталпа или цигараш (Catalpa bignonioides) декоративно је брзорастуће листопадно дрво из рода Catalpa, односно из породице Bignoniaceae. Потиче из југоисточних делова Сједињених Држава (државе Алабама, Флорида и Џорџија) где се још назива и индијанским пасуљем.
Расте на осунчаним и храњивим материјама богатим земљиштима. Јако је отпорна на болести и на разне штеточине. Добро подноси градске услове живота, те је популарна као парковско дрво. Захваљујући свом брзом расту и малој чврстоћи користи се као индустријско дрво, углавном код израде мањих комада намештаја. Данас је раширена на свим подручјима са умереном климом. Између осталих, једно је од омиљених парковских дрвећа у Србији и Босни и Херцеговини.

## Опис таксона
Каталпа је листопадно дрво које у висину може да нарасте до 20 метара (иако су висине одраслог дебла у просеку између 15 и 18 метара), са пречником стабла до 1 метра и доста тамном плочастом кором. Само стабло је доста кратко и дебело и почиње јако да се грана већ на висини од једног метра изнад земље формирајући неправилну и широку крошњу. Гране су јако крхке и лако се ломе. 
Листови су јако велики, срцоликог облика, зелене, до зелено-жуте боје која у јесен прелази у златножуту. Листови су дугачки од 20 до 30 цм, а широки 15−20 цм. Преко ситних пора који се налазе на листовима лучи се биљни сок који делује одбојно на инсекте, посебно на комарце. 
Цвета након шест до седам година од садње, а цветови се обично појављују током јуна и јула месеца. Цветови су бели и крупни и скупљени су у цвасти које имају облик метлице и које садрже 20−40 цветића. Унутар сваког цвета налазе се две жуте пруге и бројне црвенкасте пеге. Сваки цвет има димензије од 2,5−4 цм. Цветови су толико бројни да готово у потпуности прекривају лишће, што ову врсту чини јако декоративном. 
Плодови су 20−40 цм дуге, и 8−10 мм дебеле чауре у којима се налази семе. Сазревају крајем јесени и обично остају на стаблу током целе зиме.

## Хемијска својства
Листови каталпе су лековити и користе се код лечења астме. Међутим, имају и благо наркотичко својство, баш као и њене махуне. Корен је изузетно отрован.
- Старије стабло каталпе
- Стабло у парку у Британији
- Стабло каталпе у Лисабону
- Микуловице (Чешка)
- „Жбунасто” стабло